# Персик, Виктор Михайлович
Виктор Михайлович Персик (род 20 января 1942, Москва) — советский актёр театра, радиоведущий, мастер художественного слова, автор и исполнитель литературных программ и моноспектаклей.

## Биография
Родился 20 января 1942 года в Москве на Петровке.
1956 - 1959 ученик театральной студии Московского дворца пионеров.
1957 - 1960  занятия в ДСШ ДСО «Буревестник», член сборной юношеской Москвы по фехтованию на шпагах в 60-61г.г. Кандидат в Мастера спорта.
1959 - 1961  ученик студии при театре им. Ленинского комсомола.
1962 - 1965  служба в рядах Советской Армии
1961 - 1967  учеба в театральной школе (с перерывом на прохождение военной службы)
В 1967 году окончил театральное училище имени Б. В. Щукина.
С 1967 по 1973 год служба в Московском драматическом театре имени М. Н. Ермоловой.
С 1973 по 1993 год  артист Московской государственной филармонии.
С 1968 по 1993 год член Союза театральных деятелей России.
Автор и исполнитель литературных программ и моноспектаклей. В 1980-е годы записал несколько пластинок, вышедших на фирме «Мелодия».
Его работы получили высокие оценки критиков. «Актёр читает Хлебникова так, как читают свои произведения поэты, — как бы на наших глазах создавая стихи, подчёркивая своё авторское право читать их именно так, а не иначе», писали о нём в журнале «Театральная жизнь» (№ 13, 1984 год).
В 1993 году Виктор Михайлович эмигрировал в США. Работал на русскоязычном радио  «Надежда» в Нью-Йорке, где вёл авторские литературно-поэтические передачи «Чудное мгновенье» и «Глупая лошадь».
В настоящее время живёт в Нью-Йорке. С1994-го года по сей день работает на общественных началах чтецом в JBI International, где изготавливаются книги для слепых и слабовидящих.

## Программы выступлений
«Федерико Гарсиа Лорка» — поэзия, проза, письма и фрагменты из пьес Ф. Г. Лорки.
«Невидимая старана» — рассказы Юрия Олеши и фрагменты из книги «Ни дня без строчки».
«Монолог москвича» — лирический рассказ о Москве со стихами и прозой русских писателей.
«Три мушкетёра» — страницы из романа Александра Дюма.
«Честный врун или что это было?» — концерт-игра для детей по стихам Даниила Хармса.
«Как я растрепал одну компанию» — моноспектакль по Даниилу Хармсу.
«Александр Блок — лирика»
«Петербургские строфы» — литературный концерт по произведениям Александра Блока, Анны Ахматовой, Николая Гумилева, Осипа Мандельштама.
«Одинокий лицедей» — стихи, проза, письма Велимира Хлебникова.
Глупая лошадь и Ко" — романтическая фантазия со стихами и шутками детских писателей для детей с родителями.
«Чудное мгновение» — шедевры мировой любовной лирики.

## Дискография
- Г. Х. Андерсен — "Профессор и блоха" (1981, Мелодия)
- Д. В. Давыдов, Н.М.Языков, П.А.Вяземский — Страницы русской поэзии XVIII—XX вв. (1981, Мелодия, М 4О-43423-24)
- В. В. Хлебников, Н. А. Асеев — Страницы русской поэзии XVIII—XX вв. (1983, Мелодия)
- Э.Парни, Р.Кено - Песнь любви — Лирика разных народов. Выпуск III. Лирика зарубежных поэтов. (1984, Мелодия, М-40-45609-003)
- Велимир Хлебников — "И войско песен поведу" (1985, Мелодия, С-40-23905-004 )
- Велимир Хлебников — "Стать звонким вестником добра" (1986, Мелодия, С-40-25209-004)

Театр 1967 - 1973 
- (ввод)«Чудак»  Назыма Хикмета  - Али.
- (ввод)«Пушкин» Андрея Глобы   - Молодой поэт.
- (ввод)«Теория невероятности» Михаила Анчарова  - сын.
- 1969. «Окраина»  Лидии Сухаревской   - студент, читающий стихи.
- 1971. «Бременские музыканты» - Петух.
- (вводы)«Бег»  Михаила Булгакова   - Монах, офицер.
- 1967. «Лейтенант Шмидт» Давида Самойлова и др.    - Матрос.
- 1969. «Месть»  Александра  Фредры  - Шляхтич.
- 1967. «Мера истины»  Якова Волчека  - Юноша в больнице.
- 1970. «Разлом»  Бориса Лавренева,  - Мичман.
- 1971. «С повинной»  Льва Митрофанова   - Заключенный.
- (ввод)«Стеклянный зверинец»  Теннеси Уильямса   - Том.

## Фильмография
- 1969 — Всегда на марше (фильм-спектакль) — Семён Черняк.
- 1969 — Оправдание Паганини (фильм-спектакль) — юноша.
- 1972 — Вид на жительство — эпизод.
- 2001 — ПМЖ — профессор.

## Публикации творчества
- 1. «Вначале было слово…» Интервью.  "Панорама" #653, oктябрь  13-19, 1993.

В. Персик. «Собираю опавшие листья» - сентиментальные записки // «Панорама» : еженедельная газета. — Los Angeles, USA, 1994. — 16 - 22 3 (№ 675). — ISSN 0889-0730.
- В. Персик. «Продаю опавшие листья» (сентиментальное письмо) - к 50-летию со дня рождения Наталии Вилькиной // РУССКАЯ АМЕРИКА : журнал для семейного чтения. — New York, USA, 1995. — Май. — ISSN 1555-9696.
- В. Персик. «Мог бы жить» из цикла «Собираю опавшие листья» к 80-летию со дня рождения Давида Самойлова // «Новое русское слово» : газета на русском языке. — New York, USA, 2000. — 3 июня. — С. 39. — ISSN 0730-8949.

## Отзывы в прессе
- Вл.Климов. «Актерские гипотезы монотеатра» // Советская эстрада и цирк. — 1985. — № 10.
- А.Бермонт. «Дверь в сад чудес» // Театральная жизнь. — 1984. — № 13.
- В.Косарев. «Открывая музыку поэта» // «Комсомолец Каспия»  (Астрахань). — 1985. — № 95.
- В.Молоканов. «Почти забытые стихи» // «Советская культура». — 1984. — № 69.
- «Мечта о земном братстве» // «Московские новости». — 1985. — № 44.
- «Москве посвящается» // «Вечерняя Москва». — 1984. — № 24/2. (о сотом исполнении программы «Монолог москвича»).
- В.Долганов. «Неумирающий голос поэта» // «Еженедельник культурной жизни» (Свердловск). — 1982. — № 29/01.
- Ю.Нажеждин. «Немолчные колокола» // «Вечерняя Пермь». — 1979. — № 25.
- И.Молчанова. «Две тишины» // «Комсомольское племя» (Оренбург). — 1972. — № 89.
- Игорь Тимошин. «Сказочник  во дворе» // «Пионерская правда». — 1978. — № 6297.
- Н.Санина. «Мир Гарсиа Лорки» // «Красное знамя»  (Владивосток). — 1981. — № 20/10.
- «Одинокий лицедей на рандеву с детьми» / статья об импровизациях Виктора Персик // «Детская литература». — № 1.- 1993.

## Отзывы критиков
```
   
Неожиданным зрелищем предстает моноспектакль, созданный по произведениям Юрия Олеши «Невидимая страна». Удивительная метафоричность писателя, фантастичность и сказочность его мышления, причудливость его стиля перекликается с лицедейской природой актерского дарования Виктора Персика. Активно применяемый им прием брехтовского эпического театра - эффект отчуждения - позволяет не перевоплощаться в писателя, как принято в традиционной драме, но и не оставаться нейтральным рассказчиком, лишь воспроизводящим текст, как нередко случается на эстраде… Он умело балансирует на тончайшей грани между изящным показом, тонким намеком на образ представляемого персонажа - и четким стилевым самовыражением, сохраняющим известную дистанцию и подчеркивающим собственное отношение актера к герою.
 
 (Климов В. Мастера художественного слова Московской государственной филармонии. Виктор Персик.) 
```

```
   
Сценическое обаяние, богатые голосовые данные, свободное ощущение себя в мире хлебниковской поэзии, проявившиеся в исполнении В.Персика, позволили литературному замыслу воплотиться в эстрадный спектакль. …Заслуга В.Персика и в том, что он сумел выявить хлебниковсое слово… Актер читает Хлебникова так, как читают свои произведения поэты, - как бы на наших глазах созидая стихи, подчеркивая свое авторское право читать их именно так, а не иначе».
 («Театральная жизнь» № 13, 1984 г.) 
```

«Свершилось волшебство: „поэт для поэтов“ силой артистического таланта был преобразован в поэта для народа» («Советская культура», 9 июня, 1984 г. № 69)
```
   
Есть художники, которым тесно в сложившихся жанрах. Они чуть-чуть не соразмерны им, что ли… Сами пытаются сложить их по своему усмотрению. Жанр понимают как мастерскую по его усовершенствованию…

   Логика развития его поиска в последние годы - резком увеличении его зрелищного начала - не в ущерб полноценно звучащему поэтическому слову, разумеется, а в помощь его сценическому переосмыслению…
 
 («Советская эстрада и цирк», №10, 1985 г.).
```